# Michael Cyril Creighton
Michael Cyril Creighton (Long Island, Nueva York) es un actor y guionista estadounidense. Conocido por sus papeles recurrentes en las series de televisión como Patrick en High Maintenance (2013–2019), Fred Jr. en Dexter: New Blood (2021–2022) o Howard Morris en Only Murders in the Building (2021–presente).

## Biografía y carrera
Nació y creció junto a su madre y sus abuelos en Long Island, Nueva York y asistió a la universidad de Emerson College en Boston.
Comenzó su carrera televisiva en como creador, guionista y actor de la serie web Jack in a Box (2009-2012), por la que ganó el premio Writers Guild. Un año después, escribió y fue estrella invitada en un episodio de la popular serie web High Maintenance creada por Katja Blichfeld y Ben Sinclair, donde estuvo trabajando hasta 2019.
En teatro, los créditos de Creighton incluyen el estreno mundial de The Amateurs de Jordan Harrison en el Vineyard Theatre y el estreno en Nueva York de Stage Kiss de Sarah Ruhl. Ha trabajado numerosas veces con la compañía de teatro con sede en Brooklyn, The Debate Society. Fue miembro fundador de los Neo-Futurists de Nueva York y actuó semanalmente en Too Much Light Makes the Baby Go Blind.
Creighton, es abiertamente gay y el propio actor indica que la actuación le ayudó a aceptarse.

## Filmografía

### Cine
| Año  | Película                                                 | Papel           | Notas        |
| ---- | -------------------------------------------------------- | --------------- | ------------ |
| 2005 | Cotton Candy                                             | Matthew         | Cortometraje |
| 2013 | How to Follow Strangers                                  | Michael         |              |
| 2014 | Mr. Lamb                                                 | Camarero        | Cortometraje |
| 2015 | 3rd Street Blackout                                      | Gossipy Man     |              |
| 2015 | Sleeping with Other People                               | Camarero        |              |
| 2015 | Spotlight                                                | Joe Crowley     |              |
| 2017 | Coin Heist                                               | Mr. Rankin      |              |
| 2017 | Fits and Starts                                          | Richard Pringle |              |
| 2017 | Home Again                                               | Brad            |              |
| 2017 | The Post                                                 | Jake            |              |
| 2018 | Game Night                                               | Bill            |              |
| 2018 | Can You Ever Forgive Me?                                 | Harry           |              |
| 2020 | The Outside Story                                        | Andre           |              |
| 2020 | Paper Spiders                                            | Mr. Wessler     |              |
| 2020 | The Dark End of the Street                               | Isaac           |              |
| 2023 | The Feeling That the Time for Doing Something Has Passed | Karl            |              |
| 2023 | American Fiction                                         | John Bosco      |              |

### Televisión
| Año           | Trabajo                      | Papel                   | Notas                                                |
| ------------- | ---------------------------- | ----------------------- | ---------------------------------------------------- |
| 2009–2012     | Jack in a Box                | Jack                    | 31 episodios; creador, director y productor          |
| 2010          | Jeffery & Cole Casserole     | Hal                     | Episodio: "The Erin Brockovitch"                     |
| 2010          | 30 Rock                      | BWL Salesman            | Episodio: "Brooklyn Without Limits"                  |
| 2010–2012     | Very Mary-Kate               | Photo Director          | 2 episodios                                          |
| 2012          | Louie                        | Marvin                  | 2 episodios                                          |
| 2013          | Orange Is the New Black      | Store Manager           | Episodio: "Bora Bora Bora"                           |
| 2013          | Person of Interest           | Russell                 | Episodio: "The Perfect Mark"                         |
| 2013–2019     | High Maintenance             | Patrick                 | También guionista                                    |
| 2014          | Nurse Jackie                 | Sperm Scout             | Episodio: "Super Greens"                             |
| 2015          | Sex & Drugs & Rock & Roll    | Bobby Q                 | Episodio: "Supercalifragilisticjuliefriggingandrews" |
| 2015          | 2 Broke Girls                | I                       | Episodio: "And The Inside-Outside Situation"         |
| 2016          | The Outs                     | Gordy                   | Recurrente                                           |
| 2016          | Horace and Pete              | Michael/Mike            | 2 episodios                                          |
| 2017          | The Good Fight               | Tab Bentley             | Episodio: "Social Media and Its Discontents"         |
| 2017          | Neon Joe, Werewolf Hunter    | Frank                   | Episodio: "Rules of the Road"                        |
| 2017          | Graves                       | Phoenix Wells           | Recurrente                                           |
| 2018          | Billions                     | Dr. Martin Yancy        | Episodio: "Flaw in the Death Star"                   |
| 2020          | AJ and the Queen             | Christian               | Episodio: "Baton Rouge"                              |
| 2020          | Dash & Lily                  | Jeff the Elf/Door Queen | Recurrente                                           |
| 2021–2022     | Dexter: New Blood            | Fred Jr.                | Recurrente                                           |
| 2021–presente | Only Murders in the Building | Howard Morris           | Protagonista                                         |
| 2022          | Blue Bloods                  | Jonathan                | Episodio: "Guilt"                                    |
| 2022          | A League of Their Own        | Henry                   | Episodio: "Batter Up"                                |
| 2022          | New Amsterdam                | Ken Podolsky            | Episodio: "All the World's a Stage..."               |
| 2023          | The Marvelous Mrs. Maisel    | Mel                     | 4 episodios                                          |